# Peranema
Peranema is een geslacht in de taxonomische indeling van de Euglenozoa. Deze micro-organismen zijn eencellig en meestal rond de 15-40 mm groot. Het organisme behoort tot de familie Peranemaceae. Peranema werd in 1841 ontdekt door Dujardin.